# 소거법
소거법(消去法, elimination method)은 연립방정식(특히 연립일차방정식)을 풀이하는 간단한 기법이다.:3-5 미지수의 개수를 줄여나가는 것은 소거법의 관건이며, 아래와 같은 서로 비슷한 여러 방법 중 하나를 사용한다.
- 특정 미지수를 포함한 항의 계수가 0이 되어 소거할 수 있게 더하거나 빼서 연립방정식을 푸는 방법(가감법, 加減法; 문화어: 더덜기법)
- 특정 미지수의 남은 미지수로의 표현을 방정식에 대입(대입법, 代入法, substitution method)
- 특정 미지수의 남은 미지수로의 두 가지 표현을 등호로 연결(등치법, 等値法)

소거법을 통해 연립방정식의 해가 만족해야 할 일련의 필요조건들을 얻을 수 있다. 만약 그들 중 어떤 조건이, 연립방정식의 해가 될 충분조건이기도 하면, 그 조건이 곧 연립방정식의 정확한 해이다. 만약 필요조건들이 모순이라면, 연립방정식의 해는 존재하지 않는다. 
임의의 연립일차방정식은 소거법만으로 풀이할 수 있다. 하지만, 부정, 불능 여부 등에 대한 판단 없이는 다소 맹목적이다. 가우스 소거법은 소거법의 실질을 추상화하여 얻어진 연립일차방정식의 풀이법이다.
소거법은 일반적인 연립방정식의 해법이 되지 못한다. 하지만 소거법만으로 풀이되는 특별한 연립방정식은 연립일차방정식 이외에도 존재한다.

## 연립일차방정식의 예
이원일차 연립방정식
{\displaystyle \left\{{\begin{aligned}2x-3y&=3\\-2x+5y&=-1\end{aligned}}\right.}
을 가감법으로 풀이할 것이다. 두 방정식을 더해서(즉 ① + ②) {\displaystyle x}를 소거하면
{\displaystyle 2y=2} 즉 {\displaystyle y=1}
이를 첫번째 방정식에 대입하면
{\displaystyle 2x-3=3} 즉 {\displaystyle x=3}
따라서 ①, ② ⇒ (x, y) = (3, 1)이다. 당연히 ①, ② ⇐ (x, y) = (3, 1)이므로, 튜플 (x, y) = (3, 1)이 바로 (유일한) 해이다. 다르게는, 만약 대입법과 등치법에 의해 {\displaystyle x}를 소거한다면, 그 과정은 각각 다음과 같을 것이다.
- {\displaystyle -2\cdot {\frac {3y+3}{2}}+5y=-1} (①에 의해 {\displaystyle x}를 {\displaystyle y}로 표현한 식을 ②에 대입)
- {\displaystyle {\frac {3y+3}{2}}={\frac {5y+1}{2}}} (①,②에 의해 {\displaystyle x}를 {\displaystyle y}로 표현한 두 식을 등호로 연결)

삼원일차 연립방정식
{\displaystyle \left\{{\begin{aligned}x+2y-z&=1\\4x+9y-3z&=8\\-2x-3y+7z&=10\end{aligned}}\right.}
은, 2 × ① + ③ 그리고 ② + 2 × ③을 통해 얻은 이원일차 연립방정식
{\displaystyle \left\{{\begin{aligned}y+5z&=12\\3y+11z&=28\end{aligned}}\right.}
에서 {\displaystyle y,z}를 구해서 ①에 대입하면 해 {\displaystyle (x,y,z)=(-1,2,2)}를 구할 수 있다.
다음 예시는 앞선 것들과 조금 다르다.
{\displaystyle \left\{{\begin{aligned}2x-y+z&=0\\x+3y+4z&=0\end{aligned}}\right.\Longrightarrow \left\{{\begin{aligned}-7y-7z&=0\\7x+7z&=0\end{aligned}}\right.\Longrightarrow (x,y,z)=(-a,-a,a)}
반대로
{\displaystyle (x,y,z)=(-a,-a,a)\Longrightarrow \left\{{\begin{aligned}2x-y+z&=0\\x+3y+4z&=0\end{aligned}}\right.}
따라서 정확한 해는, 임의의 {\displaystyle (-a,-a,a)} 꼴의 튜플이다.
해일 수 있는 튜플에 대한 반대 방향으로의 검증은, 해의 구조를 미리 알면 어느 정도 생략할 수 있다. 예를 들어 미지수와 방정식의 개수가 같은 연립일차방정식에 대해서는, 만약 계수행렬의 행렬식이 0이 아니면, 해가 유일하다는 결론이 있다.

## 다른 예
자유낙하 시의 속도-시간, 변위-시간 관계식
{\displaystyle {\begin{cases}v=gt\\h={\frac {1}{2}}gt^{2}\end{cases}}}
으로부터, {\displaystyle t}를 소거하여, 속도-변위 관계식
{\displaystyle v^{2}=2gh}
를 얻을 수 있다.

## 가우스 소거법
가우스 소거법은, 소거법을 구체화, 정형화하여 얻는, 연립일차방정식의 해법이다. 소거법은 엄밀히는 연립일차방정식이 성립할 필요조건만을 제시하므로, 정확한 해집합을 구하기 위해선 해의 후보에 대한 검증이 뒤따라야 하지만, 가우스 소거법은 원래와 동일한 해집합을 갖는 연립일차방정식으로 전환시키기에 그럴 필요가 없다.